# A Rose for the Dead
Albums de Theatre of Tragedy
Velvet Darkness They Fear
(1996) Aégis
(1998)
A Rose for the Dead est un EP sorti par le groupe de metal gothique norvégien Theatre of Tragedy en 1997 .
Il s'agit de la dernière sortie du groupe utilisant le son influencé par le doom metal que Theatre of Tragedy avait initialement adopté. A Rose for the Dead et Der Spiegel sont des titres des sessions d'enregistrement de Velvet Darkness They Fear, qui ont été achevées après la sortie de l'album. As the Shadows Dance est la version anglaise du single Der Tanz der Schatten, et les remixes impliquaient le musicien électro-industriel Bruno Kramm du duo allemand Das Ich. Enfin, Decades est une reprise de Joy Division, que Theatre of Tragedy avait enregistrée pour un album hommage norvégien.  

## Pistes
Toutes les paroles sont écrites par Raymond Rohonyi, toute la musique est composée par Theatre of Tragedy, excepté Decades dont les paroles et la musique sont de Ian Curtis, Peter Hook, Stephen Morris, Bernard Sumner.
| 1.    | A Rose for the Dead                 | 5:11 |
| 2.    | Der Spiegel                         | 5:17 |
| 3.    | As the Shadows Dance                | 5:28 |
| 4.    | And When He Falleth (Remix)         | 5:13 |
| 5.    | Black as the Devil Painteth (Remix) | 4:29 |
| 6.    | Decades (Joy Division cover)        | 6:36 |
| 32:22 |                                     |      |

## Membres

### Theatre of Tragedy
- Raymond Rohonyi - chant
- Liv Kristine Espenæs - chant
- Tommy Lindal - guitares
- Geir Flikkeid - guitares (il avait déjà quitté le groupe au moment de la publication)
- Lorentz Aspen - claviers
- Eirik T. Saltrø - basse
- Hein Frode Hansen - batterie

### Production
- Pete Coleman - producteur, ingénieur, mixage avec Theatre of Tragedy
- Gerhard Magin - ingénieur, mixage, mastering
- Øyvind Grødem - mélange
- Bruno Kramm - remix sur les pistes 4 et 5